# كارل يولر
كارل يولر  (و. 1834 – 1901 م) هو عالم طيور، ودبلوماسي، وفلاح من البرازيل، وسويسرا، ولد في بازل، توفي في ريو دي جانيرو، عن عمر يناهز 67 عاماً.